# Sainte-Gemme (Tarn)
Sainte-Gemme è un comune francese di 810 abitanti situato nel dipartimento del Tarn nella regione dell'Occitania.

## Società

### Evoluzione demografica
Abitanti censiti